# جان-جاك فيرارا
جان-جاك فيرارا هو سياسي فرنسي، ولد في 16 يونيو 1967 في مارسيليا في فرنسا. نشط حزبياً في الجمهوريون.

## مناصب
- انتخب  لترشحه ضمن قائمة أجاكسيو، خلال فترته النيابية ‏ (30 مارس 2014 – ).
- انتخب  خلال فترته النيابية ‏.
- انتخب رئيس Communauté d'agglomération du Pays Ajaccien [الإنجليزية]‏ (3 مارس 2015 – 1 يوليو 2017).
- انتخب نائب فرنسي عن دائرة الدائرة الأولى لكورسيكا الجنوبية [الإنجليزية]‏ وقد انضم خلال فترته النيابية [الإنجليزية]‏ (21 يونيو 2017 – ) للكتلة البرلمانية Republican Right group [الإنجليزية]‏.